# Prosuberites oleteira
Prosuberites oleteira är en svampdjursart som beskrevs av de Laubenfels 1957. Prosuberites oleteira ingår i släktet Prosuberites och familjen Suberitidae.
Artens utbredningsområde är havet kring Hawaii. Inga underarter finns listade i Catalogue of Life.